# Путешествие Екатерины II по Волге
Путешествие Екатерины II по Волге — путешествие Екатерины II со свитой из Твери в Синбирск водным путём по Волге на эскадре пассажирских и транспортных судов. «Волжский вояж» императрицы, длившийся с 2 (13) мая по 5 (16) июня 1767 года, включал посещение прибрежных городов, монастырей и достопримечательных мест.

## Состав флотилии
Согласно «Ведомости судам, имевшим плавание по реке Волге во время путешествия Ея Императорскаго Величества в 1767 году» в состав флотилии входили:
- «Тверь» — 13-баночная галера для императрицы. Командир — капитан Пётр Иванович Пущин; лейтенанты: Егор Лаврин, Назар Логвинов; мичман Михайло Воейков; штурман прапорщичего ранга Савва Сахаров, артиллерии унтер-лейтенант Иван Иванов.
- «Волга» — 10-баночная галера. Командир — капитан Лаврентий Лупандин; мичман Фёдор Калугин; констапель Илья Бизяев.
- «Ярославль» — 10-баночная галера. Командир — капитан-лейтенант Иван Нагаткин (Немтинов); мичман Фёдор Путятин; констапель Михаил Прошкин.
- «Казань» — галера для графов Орловых. Командир — капитан-лейтенант Никифор Палибин; мичман Пётр Шишкин; лекарь Яган Гаген; констапель Василий Анчерин.
- «Угличъ» — «кухонная» галера. Командир — лейтенант Федот (Фёдор) Мистров.
- «Кострома» — «кухонная» галера. Командир — лейтенант Иван Дуров (Дурнов).
- «Нижній-Новгородъ» — «кухонная» галера. Командир — лейтенант Иван Баллей (Биллей).
- «Синбирскъ» — «кухонная» галера. Командир — мичман Иван Шахов.
- «Ржевъ Володимеровъ» — госпитальное судно. Командир — лейтенант Сергей Лопухин; комиссар Иван Брехов; лекарь Сибрант феген Бауман.
- «Лама» — собственное судно графа Захара Чернышёва. Командир — Фёдор Миних, подштурман Ильин.
- «Севостьяновка» — собственное судно графа Григория Орлова. Командир — подштурман Григорий Леонов.
- «Вома» — галера для иностранных министров.
- 2 полубарки «с командою лейб-гвардии полков».
- 8 полубарок «с придворным запасом».
- 4 больших лодки.

В ведомости сказано, что экипажи судов составляли 1122 человека «армейских чинов» (345 «армейских при одном моторе с их обер-офицерами» и 777 «на всех судах прочих чинов флотских, артиллерийских, солдатских и адмиралтейских»).
В записке Петра Пущина отмечено, что «Нижній-Новгородъ» был провиантским судном, а «Синбирскъ» — экипажным судном. Всего, согласно составленной им табели, на 11 крупнейших судах в экипажах числилось 5 штаб-офицеров, 19 обер-офицеров, 87 унтер-офицеров, 1037 рядовых.

## Участники
В путешествии участвовали: императрица Екатерина II; братья графы Иван Григорьевич, Григорий Григорьевич и Владимир Григорьевич Орловы; президент Военной коллегии граф Захар Григорьевич Чернышёв и его брат командир галерного флота граф Иван Григорьевич Чернышёв; генерал-майор Александр Ильич Бибиков; президент Мануфактур-коллегии Дмитрий Васильевич Волков; граф Андрей Петрович Шувалов; сенатор и генерал-полицмейстер Санкт-Петербурга Николай Иванович Чичерин; директор Московского университета Михаил Матвеевич Херасков, Алексей Васильевич Нарышкин, Михаил Васильевич Дублянский; Сергей Алексеевич Всеволожский; полковник князь Долгоруков; гофмаршал Григорий Никитич Орлов; лейб-хирург Рейслейн; лекари; фрейлины; придворные чины. Кроме того в путешествии приняли участие иностранные послы со своими свитами: испанский виконт Дегерерский, австрийский князь Лобкович, прусский граф Сольмс, датский барон Ахац Фердинанд Ассебург, саксонский граф Сакчен.

## Хронология путешествия
- 28 апреля (9 мая) — выезд из Москвы
- 29 апреля (10 мая) — приезд в Тверь
- 2 (13) мая — отправление из Твери

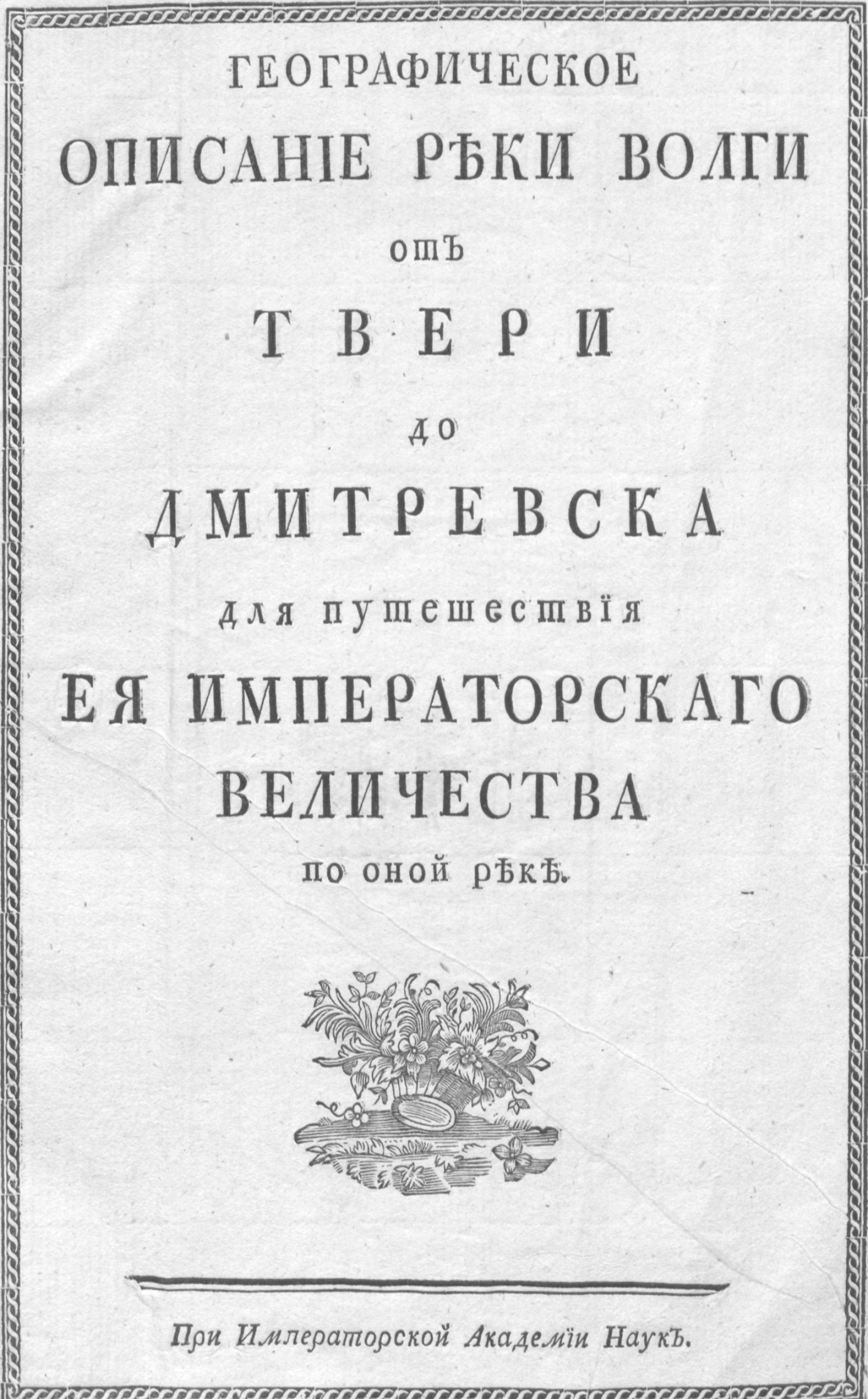
Для путешествия Екатерины II И. И. Стафенгагеном на основе присланных из приволжских городов карт было составлено единое географическое описание Волги

- 5 (16) мая — посещение императрицей Калязинского монастыря
- 6 (17) мая — посещение императрицей Углича
- 9 (20) мая — посещение императрицей Рыбной слободы, обед в селе Малшино, прибытие в Ярославль
- 13 (24) мая — отправление из Ярославля
- 15 (26) мая — посещение императрицей Ипатьевского монастыря и Костромы
- 17 (28) мая — посещение императрицей села Петропавловское (Борщёвка) и дома А. И. Бибикова
- 19 (30) мая — посещение императрицей Городца
- 20 (31) мая — прибытие в Нижний Новгород
- 22 мая (2 июня) — отправление из Нижнего Новгорода
- 23 мая (3 июня) — посещение императрицей Макарьево-Желтоводского монастыря
- 25 мая (5 июня) — посещение императрицей Чебоксар
- 26 мая (6 июня) — прибытие в Казань
- 1 (12) июня — отправление из Казани
- 2 (13) июня — посещение императрицей Болгарского городища
- 3 (14) июня — посещение императрицей села Вознесенское и имения И. Г. Орлова (в 10 вёрстах от берега)
- 4 (15) июня — возвращение на галеру и отправление в путь
- 5 (16) июня — прибытие в Синбирск
- 8 (19) июня — выезд из Синбирска
- 16 (27) июня — приезд в Москву

В целом, «Волжский вояж» Екатерины II длился со 2 (13) мая, когда в два часа дня произошло отправление в путь от пристани Императорского путевого дворца, по 5 (16) июня 1767 года, когда в половине десятого часа П. И. Пущин высадил венценосную путешественницу в Синбирске, пройдя, таким образом, по Волге 1410 вёрст. Общее время нахождения в пути, по оценке П. И. Пущина, заняло 32 суток и 6½ часов, из которых стояние на якоре составило 24 суток и 1 час, ход греблей — 6 суток и 6½ часов, ход под парусами — 1 сутки и 18½ часов.

## События путешествия
Во время путешествия Екатериной II и её свитой был осуществлён коллективный перевод сочинения Ж.-Ф. Мармонтеля «Велисарий» (фр. Bélisaire), присланный императрице автором. Каждому переводившему по жребию досталась часть сочинения.

«Велисарий имел решительный успех у императрицы. Во время путешествия по Волге Ея Императорское Величество переводила ваш роман на русский язык; лица, сопровождавшия её, получили каждый по главе; девятая досталась самой государыне. Когда перевод был готов, императрица потрудилась просмотреть весь перевод и приказала его напечатать».— Из письма посла России во Франции князя Д. А. Голицына Ж.-Ф. Мармонтелю.
Книга вышла в печать в 1768 году, и впоследствии несколько раз переиздавалась.
Также во время путешествия М. М. Херасковым и кружком придворных, сопровождавших императрицу, был предпринят перевод ряда статей «Энциклопедии». Сам М. М. Херасков переводил статьи, касающиеся поэзии, словесных наук и магии. А. В. Нарышкин перевёл статьи «Экономия (моральная и политическая)» Руссо и «Право естественное» Дидро. Книга «Переводы из Энциклопедии» была напечатана тремя частями в 1767 году.

### Тверь
Для «шествия» Екатерины II и придворных вельмож в Тверь было приготовлено 300 «дорожных колясок» и большое количество лошадей. Специально оборудованные кареты везли гардероб, ширмы, приборы, аптеку. Ранее, 2 марта 1767 года, был издан специальный указ Сената, который предписывал Ямской конторе иметь на каждой станции, где предполагаются остановки императрицы, 75 лошадей для смены.
К приезду императрицы на тверской верфи была полностью закончена начавшаяся в августе 1766 года постройка судов флотилии для путешествия. Кроме того, были завершены работы по отделке построенного Императорского путевого дворца.
Дата для отправления была выбрана с учётом весеннего половодья. Отправление в путь произошло от дворцовой пристани, у которой была пришвартована галера «Тверь».
Согласно указу Адмиралтейств-коллегии от 2 мая 1767 году ведавший постройкой флотилии, и возглавивший её, капитан 2-го ранга П. И. Пущин был произведён во флотские капитаны 1-го ранга. Вознаграждение получили лейтенант Федот Мистров (годовое жалование), а также галерный мастер Щепин и мастер ластовых судов Каребников (по 30 рублей). Всем адмиралтейским мастеровым и нижним чинам, участвовавшим в построении судов, было выдано 1600 рублей.

### Углич
Императрица прибыла на шлюпке к пристаням у «развалин городской крепости», где её встречали губернатор Московской губернии И. И. Юшков и угличский воевода Жеребцов с гражданами.
Екатерина II побывала на литургии в Преображенской церкви и в доме воеводы, где встречалась с представителями местного дворянства. После краткого угощения императрица со свитой вернулись на галеры.

### Рыбная слобода
Во время краткого пребывания в Рыбной слободе, императрица, отслушав в Спасо-Преображенской церкви обедню, «изволила идти пешком по Крестовой улице в нарочно устроенный для неё дворец».

### Ярославль
Императрица прибыла на шлюпке к пристани на Стрелке, где была встречена звоном колоколов, пушечным салютом и криками. Здесь её ожидали ярославский воевода и епископ Ростовский и Ярославский Афанасий. От пристаней они поднялись по специально устроенной широкой лестнице до собора. В присутствии местного дворянства, духовенства и купечества императрица слушала литургию в Успенском соборе, после чего остановилась в расположенном рядом архиерейском доме. 

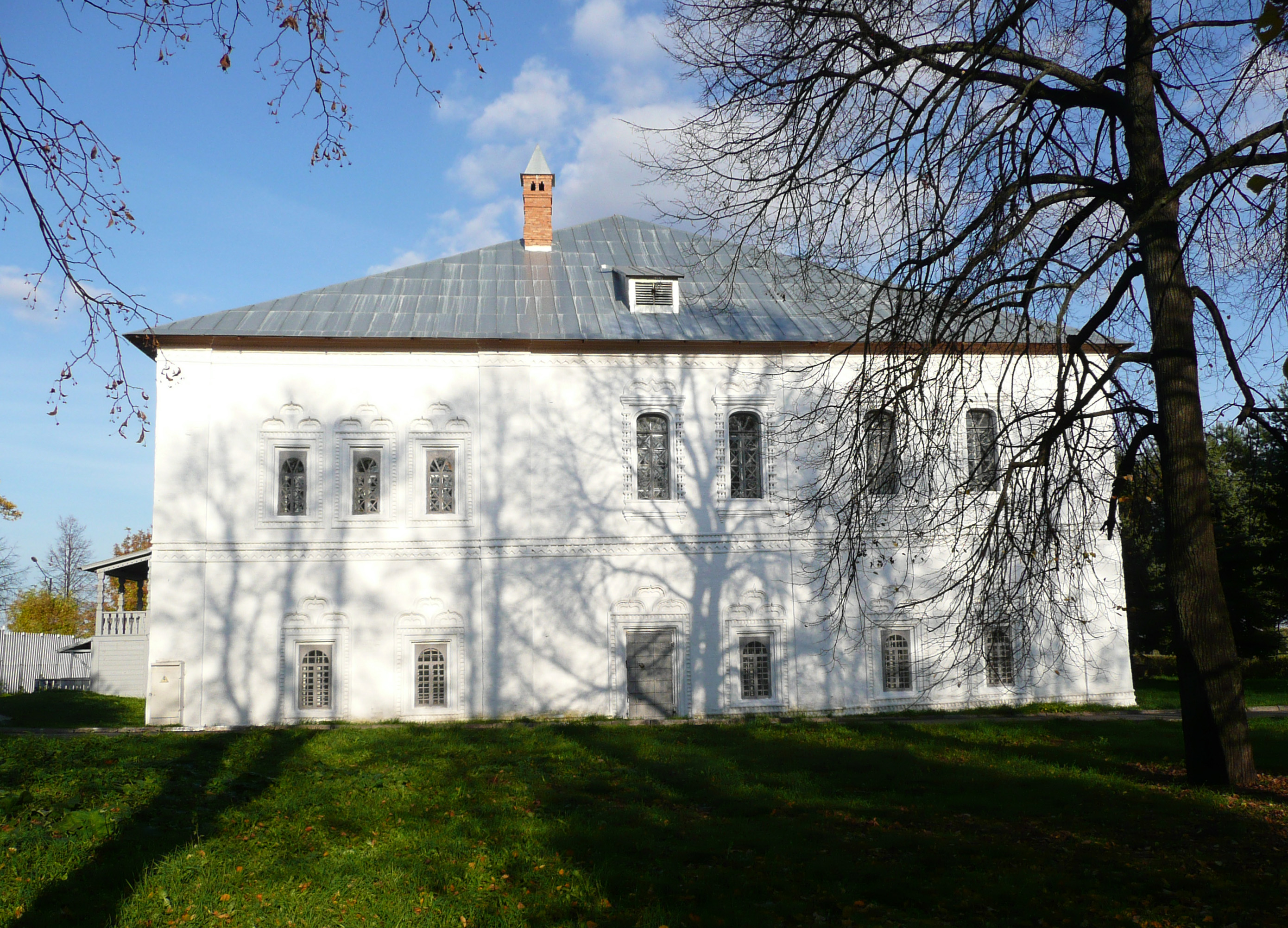
Архиерейский дом, где остановилась Екатерина в Ярославле

В Ярославле Екатерина II (где она уже побывала тремя годами прежде) пробыла четыре дня, посетив Спасский монастырь и осмотрев фабрики местных промышленников.

…а теперь сбираюсь ехать в разные фабрики, и прежде воскресенья отселе не поеду. Чужестранные министры все здесь в полном удовольствии.— Из письма Екатерины II Н. И. Панину от 10 мая 1767 года.
По случаю приезда императрицы в городе был устроен бал (причём, «государыня была одета в русском ярославском платье и кокошнике») и фейерверк.
Разобрав споры местного купечества, императрица велела Сенату заменить ярославского воеводу Кочетова, так как он «по нерасторопности своей должность свою исполняет с трудом и не может способствовать восстановлению мира между купечеством».
К приезду императрицы из Костромы на шлюпке и множестве лодок была отправлена делегация наиболее уважаемых граждан (надворный советник Иван Золотухин, премьер-майор Родион Григорьевич Зузин, гвардии поручик Василий Коблуков, прапорщик Михайло Щепин, и от купечества, фабриканты Пётр Угличанинов и Фёдор Ашастин), которые сопровождали флотилию от Ярославля до Костромы. Р. Г. Зузин, один из организаторов торжеств, вёл «Журнал о высочайшем путешествии императрицы Екатерины II от Ярославля до Костромы». Местный помещик В. И. Майков преподнёс государыне «Оду на прибытие её величества из Москвы в Ярославль».

### Ипатьевский монастырь и Кострома
14 мая флотилия императрицы прибыла к Ипатьевскому монастырю — «колыбели Дома Романовых». Здесь на пристани её встречали генерал-майор А. И. Бибиков, епископ Костромской и Галичский Дамаскин, а также местное духовенство, дворянство и купечество.
После торжественной встречи Екатерина II возвратилась на галеру «Тверь». Утром 15 мая она посетила монастырь, где по случаю её приезда в северном прясле крепостной стены были устроены специальные ворота, ставшие основным входом в монастырь.

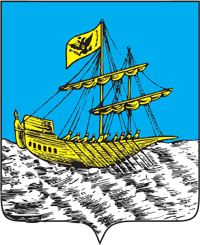
Герб Костромы 1767 года

В монастыре императрица слушала литургию, после чего обедала с местным духовенством и дворянством, расспрашивая их о легенде про Ивана Сусанина и о городе. Узнав, что «как город сей, так и его уезд не имеют никакого герба», Екатерина II отправила в тот же день письмо генерал-прокурору Сената А. А. Вяземскому: «Прикажите в Герольдии сделать городу и уезду костромской герб, коим намерена их пожаловать».

…как Её Императорское Величество в нынешнем 1767 году во время Высочайшего своего, для утверждения благополучия нашего, от Твери до Казани по реке Волге на построенной нарочно для того галере, предпринятого путешествия, между прочими городами, по реке Волге лежащими, и город Кострому Высочайшего своего присутствия и посещения Всемилостливейше удостоить соизволила: того для, в память сего по реке Волге путешествия, и представляется в сем гербе, в голубом поле галера под Императорским штандартом, на гребле плывущая по реке, натуральными цветами в подошве щита изображенной.— Из Изъяснения на герб города Костромы.
Герб Костромы стал первым официально утверждённым городским гербом в России. С его принятием 24 октября 1767 года стартовал процесс массового пожалования гербов российским городам и административно-территориальным единицам.
Исследователи отмечают, что речи архиепископа Дамаскина и генерала А. И. Бибикова, произнесённые по случаю приезда императрицы в Ипатьевский монастырь, констатировали публичное признание и духовной, и светской элитой государства Екатерины II как законного правителя, как продолжательницы династии Романовых.
От Ипатьевского монастыря императрица со свитой на шлюпках переправились на другой берег Костромы, где через триумфальные ворота (сгорели в пожаре 1773 года) проехали в город, в котором посетили Успенский собор и дом воеводы. После представления горожан, Екатерина II возвратилась в Ипатьевский монастырь. Перед отправлением она пожертвовала обители 3000 рублей.

### Городец
В Городецком Феодоровском монастыре Екатерина II приняла участие в освящении построенного собора в честь Феодоровской иконы Божией Матери, одной из святынь Дома Романовых. Императрица сделала пожертвования на украшение храма и для братии.

### Нижний Новгород
Императрица прибыла на шлюпке к пристани, устроенной на берегу напротив соляного двора. Тут её ожидали нижегородский губернатор Яков Семёнович Аршеневский, вице-губернатор Максим Иванович Макшеев, дворянство, духовенство, почётное купечество и огромные массы народу.
Императрица посетила литургию в Спасо-Преображенском соборе и остановилась в архиерейском доме.

Сей город ситуацею прекрасен, а строением мерзок, только поправится вскоре; ибо мне одной надобно строить как соляные и винные магазейны, так губернаторский дом, канцелярию и архиву, что все или на боку лежит, или близко того…— Из письма Екатерины II Н. И. Панину от 22 мая 1767 года
Во время пребывания в городе ей был представлен местный изобретатель-механик Иван Петрович Кулибин, впоследствии приглашённый ко двору в столицу.
По просьбе местных купцов Екатерина II постановила основать Нижегородскую торговую компанию, указав «торговать им, чем за благо разсудят».

### Чебоксары
В Чебоксарах императрицу встречал губернатор Казанской губернии А. Н. Квашнин-Самарин, чебоксарский воевода и «множество окрест живущих дворян». Картина ожидания и встречи императрицы в Чебоксарах описана чувашским поэтом Н. В. Шубоссинни в поэме «Еркĕн» 1926 года.
Во время краткого пребывания в городе Екатерина II посетила собор Троицкого монастыря и дом Соловцова.

…По сем Ея величество соизволила пойти в карете за город, дабы собственным озрением осмотреть принадлежащие для корабельного строения адмиралтейству дубовые рощи: куда прибыв, несколько времени пешком по оным ходити изволила.— Из синодика Чебоксарского Троицкого монастыря.

### Казань
26 мая флотилия прошла по реке Казанке к городу под звуки пушечного салюта, колокольного звона, труб и литавр, криков «ура». Шлюпки императрицы и её свиты подошли к пристаням у Казанского кремля, где Екатерину II встречали первые лица города, губернатор Оренбургской губернии князь А. А. Путятин, офицеры, дворянство и купечество.
С пристани Екатерина II в карете (по другой версии, она шла пешком по дороге, устланной красным сукном) отправилась через Тайницкие ворота в кремль, где слушала молебен в Благовещенском соборе.
В Казани императрица пробыла более, чем в иных городах — пять дней. Она разместилась в доме заводчика Осокина (по другой версии, в доме Дряблова).
27 мая, в день праздника Святой Троицы, Екатерина II участвовала в шествии в соборную церковь, где слушала божественную литургию и «большую вечернюю». После приёма дворянства она на таратайках отправилась на Арское поле, где проходило народное гулянье.
28 мая Екатерина II посетила Богородицкий монастырь, где слушала обедню и прикладывалась к Казанской иконе Божьей Матери, украсив её и образ Спасителя бриллиантовыми коронами. У ворот монастыря она встретила 90-летнего генерал-майора Нефёда Никитича Кудрявцева, соратника Петра I.
В последующие дни императрица побывала на суконной фабрике Дряблова, в семинарии, в загородном доме преосвященного Вениамина, в загородном доме губернатора. По случаю приезда императрицы в городе были иллюминированы дома, возведены двое триумфальных ворот: трёхарочные ворота с колоннадой и статуями, устроенные купечеством возле места пребывания Екатерины II, и ворота с изображением государственного герба возле здания гимназии, построенные директором гимназий Ю. И. фон Каницом (ворота уничтожены после боёв с пугачёвцами 1774 года).

Мы вчера к вечеру сюда приехали и нашли город, который всячески может слыть столицею большого царства; прием мне отменной, нам отменно он кажется; кои четвертую неделю видим везде ровную радость, а здесь еще отличнее… здесь триумфальныя вороты такия, как я еще лучше не видала.— Из письма Екатерины II Н. И. Панину от 27 мая 1767 года.
Каждый день императрица принимала горожан (чиновников, представителей дворянства, духовенства и купечества, офицеров адмиралтейства, учителей гимназий, инородцев). По встрече с жителями татарских слобод, она рассмотрела некоторые их жалобы. Убедившись в лояльности мусульман, Екатерина II подтвердила курс на облегчение их положения в стране (в 1763 году она уравняла татарское купечество в правах с русским, а в 1764 году ликвидировала Контору новокрещенских дел), дав устное разрешение вновь строить мечети (большинство мечетей в Поволжье были разрушены вследствие указа 1742 года): Юнусовскую и Апанаевскую. Кроме того, ею было предложено вести обучение некоторых категорий государственных служащих татарскому языку.
После осмотра города императрицей был утверждено положение о его крупной гражданской каменной застройке, для чего поручено было составить точный план Казани.

### Болгарское городище
Екатерина II и сопровождающая её свита на шлюпках переправились на специально построенную к её приезду пристань, от которой была проложена «царская дорога», по которой они доехали до Болгарского городища. После молебна в местной церкви, императрица осмотрела остатки каменных строений.

Вчерашний день мы ездили на берег смотреть развалины старинного, Тамерланом построенного, города Болгары и нашли действительно остатки больших, но не весьма хороших строений, два турецких минарета весьма высокие, и все, что тут ни осталось, построено из плиты очень хорошей; татары же великое почтение имеют к сему месту и ездят Богу молится в сии развалины.— Из письма Екатерины II Н. И. Панину от 1 июня 1767 года.
Известно о возмущении Екатерины II, узнавшей, что по указанию казанского архиерея Луки многие древние сооружения были сломаны или перестроены, хотя Пётр I, посетивший болгарское городище в 1722 году, издал специальный указ о сохранении этих памятников.
Под впечатлением от увиденного Екатерина II написала сочинение «О болгарах и халисах».

### Синбирск
По дороге в Синбирск императрица сделала остановку на берегу Волги в каменном усадебном дворце Ивана Орлова. По прибытии же в город она остановилась в доме купца Мясникова (единственном, не считая собора, каменном здании в городе).

Здесь такой жар, что не знаем куда деваться; город же самой скаредный, и все домы, кроме того, в котором я стою, в конфискации, и так мой город у меня же… Я теперь упражняюсь сыскать способы, чтобы деньги были возвращены, домы по пустому не сгнили и люди не приведены были вовсе в истребление…— Из письма Екатерины II Н. И. Панину от 7 июня 1767 года.

## Завершение путешествия
Поскольку конечной точкой путешествия Екатерины II была Казань, а маршрут через Синбирск был выбран для сокращения обратного пути (как следует из её переписки за январь-июнь 1767 года), то 8 июня императрица посуху выехала в Москву по дороге через Алатырь, Арзамас  и города Владимирской губернии, такие как Муром,  Владимир и Переславль. Она спешила также из-за известий об опасной болезни наследника цесаревича Павла Петровича, которые получила во время путешествия.

Письмо ваше, от 3 числа, я сего утра получила, из которого я усмотрела, что, слава Богу, сын мой здоров; на будущей неделе неотменно с вами буду. Я завтра к вечеру отселе еду. Гр. Григ. Орлов отложил свою езду в Саратов, а вместо его брат его и советники опекунства поехали.— Из письма Екатерины II Н. И. Панину от 7 июня 1767 года.
Граф Орлов вместе с членами Канцелярии опекунства иностранных продолжили путь в Саратов по делам немецких колоний в Поволжье (Саратовской конторы иностранных поселенцев), а П. И. Пущин 10 июня отправился из Синбирска вверх по Волге, прибыв 25 июня в Ярославль.
Многие участники путешествия, из свиты императрицы и встречавших её лиц, вошли в состав Комиссии для составления нового Уложения, созванной 31 июня 1767 года. А. И. Бибиков был назначен её маршалом (председателем).

## Наследие
Суда флотилии были доставлены в Казанское адмиралтейство.

Буде не можно безвредно до Петербурга довезти построенныя для нашего плавания по Волге суда, то повелеваем адмиралтейской коллегии оныя перевести до Казани, и тамо по своему разсуждению, или переделав употреблять для своих перевозок по Волге pеке, или вытаща в удобном месте на берег под сараем хранить.— Высочайший указ Адмиралтейств-коллегии от 16 января 1768 года.
Первоначально в Казани хранились четыре построенные в Твери галеры: «Тверь», «Волга», «Ярославль» и «Казань». В 1804 году три последние были разобраны за ветхостью, а галера «Тверь» по повелению императора Александра I «хранить, не переменяя того вида, какой она имела во время Высочайшего путешествия…», стала считаться историческим памятником. Вначале памятник находился в ведении Казанского адмиралтейства, а после его упразднения в 1830 году — Морского министерства. С начала 1860-х годов галера был отдана под надзор городской управе, построившей в 1888 году для хранения судна специальный деревянный павильон. В 1918 году членам Общества археологии, истории и этнографии при Казанском университете удалось спасти галеру «Тверь» от реальной угрозы её разборки на дрова. Общество взяло на себя её охрану, для чего были наняты два сторожа:84.
В 1918 году судно перешло в ведение музейного отдела Народного комиссариата просвещения РСФСР, а затем Татарского республиканского краеведческого музея (позднее — Государственный музей Татарской АССР). В 1954 году, несмотря на протесты музейных работников, республиканское управление культуры сняло охрану галеры. В октябре 1956 года, вследствие детской шалости павильон, в котором хранилась галера «Тверь» и катер Павла I, был уничтожен пожаром. Макет галеры выставляется в Национальном музее Республики Татарстан. Памятник галере установлен на Петербургской улице в 2005 году. Высказано предложение о создании копии галеры по сохранившимся чертежам.
Как историческая реликвия сохранена в Казани золочёная карета, которая в 1889 году была пожертвована городу архиепископом Казанским и Свияжским Павлом по ходатайству городского главы. Считается, что на архиерейской даче была сбережена карета Екатерины II; она сильно пострадала от времени: «рисунки и позолота потускнели и местами стёрлись, обивка и стёкла совершенно исчезли, самый ход кареты требует значительного исправления», поэтому казанская городская управа приняла решение о её реставрации и содержании вместе с галерой «Тверь». Сейчас эта карета хранится в Национальном музее Республики Татарстан, а её бронзовая копия-реплика выставлена на улице Баумана.